# Farmacognozie

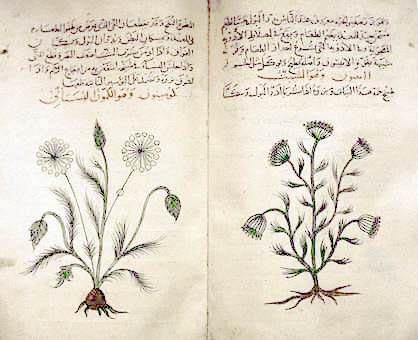
Materia Medica a lui Dioscoride, c. 1334, copie în arabă, descrie proprietățile medicinale ale diferitelor plante.

Farmacognozia reprezintă studiul substanțelor medicamentoase și al medicamentelor obținute din plante sau din alte surse naturale. În cadrul acestei științe farmaceutice sunt luate în considerare proprietățile fizice, chimice, biochimice și biologice ale substanțelor active. Etimologia termenului provine din limba greacă: φάρμακον „pharmakon” înseamnă medicament, iar γνῶσις „gnosis” cunoștere.

## Aspecte biochimice

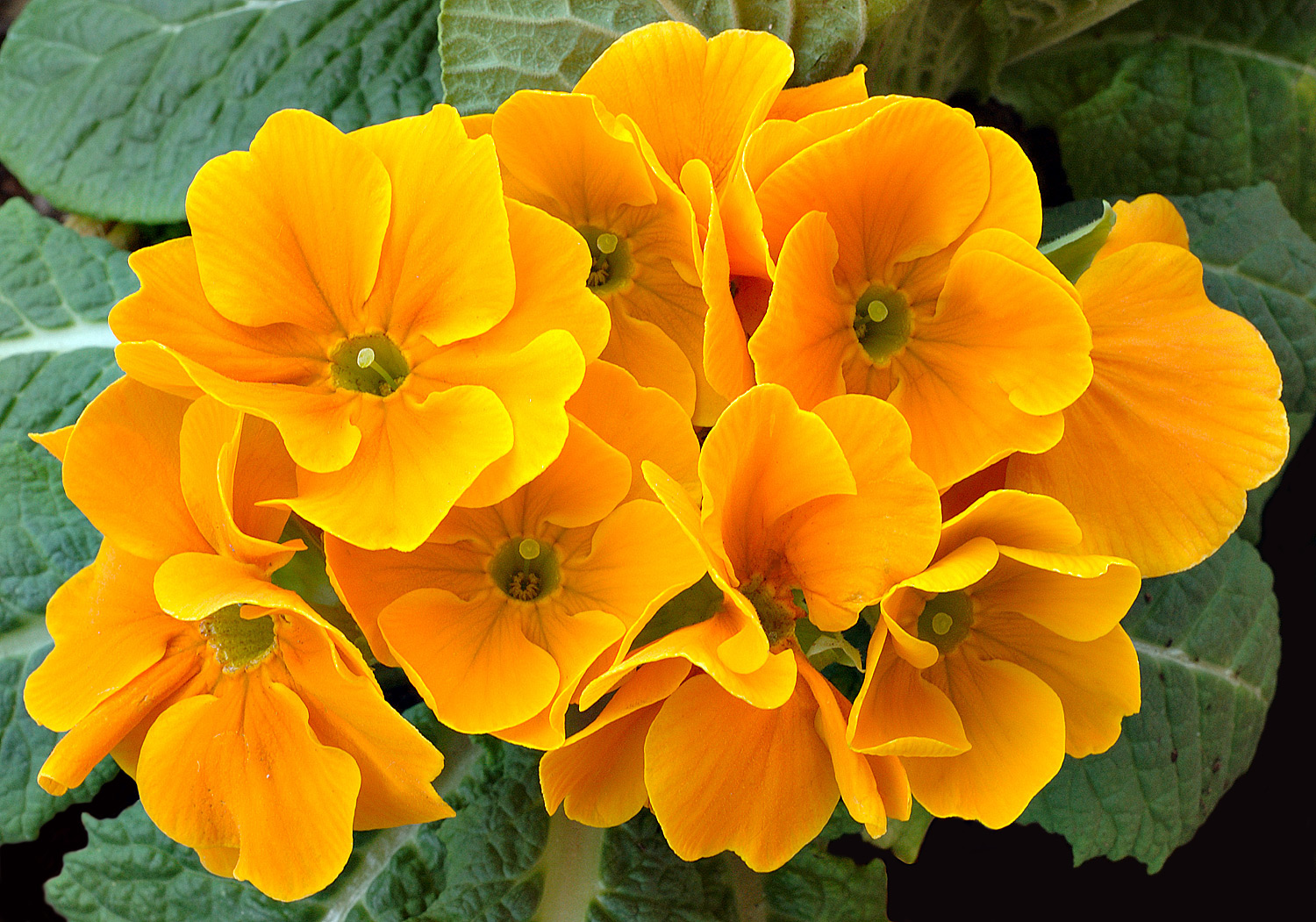
Carotenoizii din primulacee sunt cei care dau culoarea roșie, portocalie sau galbenă a petalelor.

Toate plantele produc compuși chimici ca și parte a activităților lor metabolice normale. Acești compuși (uneori numiți fitochimici) sunt împărțiți în două categorii:
1. Metaboliții primari, precum zaharidele și grăsimile, sunt întâlniți în toate plantele
2. Metaboliții secundari, întâlniți în mai puține specii de plante, și au anumite funcții specifice.

De exemplu, unii metaboliți secundari pot fi toxine, fiind folosite de plante pentru a se apăra, iar alții pot fi feromoni, folosiți de plante pentru a atrage insecte pentru a le poleniza. Metaboliții secundari și pigmenții din plante sunt cei care au diverse efecte terapeutice asupra corpului uman, deci aceștia sunt folosiți ca punct de plecare pentru fabricarea medicamentelor. Există nenumărate exemple: inulina din rădăcinile de Dahlia, chinina și chinidina din Cinchona, tetrahidrocanabinol (THC) și canabidiol (CBD) din florile de cânepă, morfina și codeina din opiu, obținut din mac, și digoxinul din specii de degețel.
Plantele sintetizează o varietate impresionantă de compuși folositori, dar majoritatea sunt doar varietățile unor compuși biochimici, din următoarele categorii:
- Alcaloizi: codeină, papaverină, morfină, colchicină, atropină, etc.
- Polifenoli: taninuri, antocianini
- Glicozide
- Terpene